# Cnidoscolus urentissimus
Cnidoscolus urentissimus är en törelväxtart som beskrevs av Francisco Javier Fernández Casas. Cnidoscolus urentissimus ingår i släktet Cnidoscolus och familjen törelväxter. Inga underarter finns listade i Catalogue of Life.